# Nightflight to Venus
Nightflight to Venus ist das dritte Studioalbum der deutschen Disco-Band Boney M.

## Entstehung und Veröffentlichung
Die Erstveröffentlichung von Nightflight to Venus erfolgte am 23. Juni 1978 bei Hansa Records. Das Album erschien in seiner Originalausführung als LP (Katalognummer: 26 026 OT) und MC (Katalognummer: 57 700 GT) mit zehn Titeln. Bereits vor der Veröffentlichung erschienen verschiedene Pressungen, die allerdings fehlerhaft waren. Im Jahr 1994 erschien bei MCI Records erstmals eine CD-Ausführung (Katalognummer: 74321 21269 2). Am 30. März 2007 erschien eine remasterte CD-Fassung, die um die beiden Bonustitel Mary’s Boy Child/Oh My Lord und Dancing in the Streets erweitert wurde.
Geschrieben wurden alle Lieder von Frank Farian, außer die drei Coverversionen zu King of the Road (Roger Miller), Heart Of Gold (Neil Young) und Painter Man (The Creation). Während er zugleich alleine für die Produktion aller Titel zuständig war, bekam Farian beim Schreibprozess Unterstützung durch verschiedene Liedtexter und Komponisten.

## Titelliste
Die Stücke wurden von Farian immer wieder neu geschnitten. Nightflight to Venus, welches nahtlos in Rasputin übergeht, hat auf verschiedenen Pressungen mindestens vier unterschiedliche Längen, wobei auch die schriftlichen Angaben von der Realität abweichen können und ebenso die Angaben der Hülle mit jener des Labels nicht übereinstimmen müssen. Bei der ersten Pressung war es 7:13 lang, später 5:55, dann 5:15 und 4:46 ist die am häufigsten vorkommende Version.
1. Nightflight to Venus (Frank Farian, Fred Jay, Dietmar Kawohl) – je nach Pressung: 7:13 (Erstpressung), 5:55, 5:15, 4:46
2. Rasputin (Farian, Jay, George Reyam) – 5:51
3. Painter Man (Eddie Phillips, Kenny Pickett) – 3:10
4. He Was a Steppenwolf (Farian, Jay, Stefan Klinkhammer) – 6:51
5. King of the Road (Roger Miller) – 2:36
6. Rivers of Babylon (Farian, Jay, Reyam) – 4:18
7. Voodoonight (Davide Sgarbi) – 3:31
8. Brown Girl in the Ring (Farian) – 4:02
9. Never Change Lovers in the Middle of the Night (Mats Björklund, Keith Forsey, Jay) – 5:32
10. Heart of Gold (Neil Young) – 4:00

Bonustitel
1. Mary’s Boy Child / Oh My Lord (Farian, Hairston, Jay) – 5:43
2. Dancing in the Streets (Farian) – 3:58

## Kommerzieller Erfolg

### Chartplatzierungen
Nightflight to Venus avancierte zum Nummer-eins-Erfolg in Deutschland, den Niederlanden, Norwegen, Österreich, Schweden und dem Vereinigten Königreich. Darüber erreichte es mit Rang drei die Top 10 in Neuseeland sowie mit Rang 134 die US-amerikanischen Billboard 200, wo es zum einzigen Chartalbum der Band wurde.
| ChartsChartplatzierungen       | Höchstplatzierung | Wochen/ Monate |
| ------------------------------ | ----------------- | -------------- |
| Deutschland (GfK)              | 1 (61 Wo.)        | 61 Wo.         |
| Österreich (Ö3)                | 1 (9 Mt.)         | 9 Mt.          |
| Vereinigte Staaten (Billboard) | 134 (10 Wo.)      | 10 Wo.         |
| Vereinigtes Königreich (OCC)   | 1 (65 Wo.)        | 65 Wo.         |

| ChartsJahrescharts (1978) | Platzierung |
| ------------------------- | ----------- |
| Deutschland (GfK)         | 7           |
| Österreich (Ö3)           | 3           |

| ChartsJahrescharts (1979) | Platzierung |
| ------------------------- | ----------- |
| Deutschland (GfK)         | 18          |

### Auszeichnungen für Musikverkäufe
Nightflight to Venus verkaufte sich laut Quellen und Schallplattenauszeichnungen über 2,2 Millionen Mal. Es verkaufte sich alleine in Deutschland über eine Million Mal, womit es zu den meistverkauften Alben des Landes der 1970er-Jahre zählt.
| Land/Region                  | Auszeichnungen für Musikverkäufe (Land/Region, Auszeichnung, Verkäufe) | Verkäufe  |
| ---------------------------- | ---------------------------------------------------------------------- | --------- |
| Dänemark (IFPI)              | 2× Platin                                                              | 200.000   |
| Deutschland (BVMI)           | 2× Platin                                                              | 1.000.000 |
| Hongkong (IFPI/HKRIA)        | Platin                                                                 | 20.000    |
| Japan (RIAJ)                 | —                                                                      | 21.000    |
| Kanada (MC)                  | 5× Platin                                                              | 500.000   |
| Neuseeland (RMNZ)            | Platin                                                                 | 15.000    |
| Niederlande (NVPI)           | Gold                                                                   | 50.000    |
| Österreich (IFPI)            | Gold                                                                   | 25.000    |
| Spanien (Promusicae)         | Platin                                                                 | 100.000   |
| Vereinigtes Königreich (BPI) | Platin                                                                 | 300.000   |
| Insgesamt                    | 2× Gold · 13× Platin ·                                                 | 2.231.000 |

Hauptartikel: Boney M./Auszeichnungen für Musikverkäufe